# Dialium bipindense
Dialium bipindense là một loài rau đậu thuộc họ Fabaceae.
Loài này có ở Cameroon và Gabon.
Chúng hiện đang bị đe dọa vì mất môi trường sống.